# 朱彤 (1962年)
朱彤（1962年9月—），男，江苏宜兴人，中国环境科学家，北京大学环境科学与工程学院教授、院长，研究领域为大气化学、环境与健康。教育部第三批长江学者特聘教授。

## 学术贡献
主持多个学术科研合作项目。

## 社会兼职
担任《中国科学》等期刊编委。2020年7月被任为国务院参事。

## 生平
1983年和1986年先后获北京大学放射化学学士和环境化学硕士学位；1991年获德国伍珀塔尔大学物理化学博士学位；
1991年至1992年中加拿大约克大学大气化学中心做博士后研究；1993年至1999年在加拿大农业部土壤与生物资源研究中心做博士后研究。
1999年任北京大学教授。